# Барбозеро
Барбозеро — озеро на территории Поповпорожского сельского поселения Сегежского района Республики Карелии. Название происходит от людиковского barb (кусты, ветка), в  и русского озеро.

## Общие сведения
Площадь озера — 1,2 км². Располагается на высоте 124,5 метров над уровнем моря.
Форма озера продолговатая: вытянуто с северо-запада на юго-восток. Берега каменисто-песчаные, местами заболоченные.
Из озера вытекает река Кягма, протекающая через Кягмозеро и впадающая в реку Сегежу, которая, в свою очередь, впадает в Выгозеро.
Вдоль юго-западного берега озера проходит железнодорожная линия Санкт-Петербург — Мурманск, на которой располагается станция Быстряги и одноимённый населённый пункт.
Код объекта в государственном водном реестре — 02020001211102000007849.